# 神隱瀑布
神隱瀑布位於桃園市復興區，大漢溪支流義興溪上游。瀑布標高約950公尺至890公尺，落差約60公尺。由義興道路至電線杆編號「義興支線8之48」岔路往左續行，於道路終點接續攀登義興山的山徑，經義興溪交會點起溯，起溯點海拔636公尺，一路爬升至海拔約890公尺的瀑布下，單程約1.6公里。

## 解
1. ↑  根據《臺灣通用電子地圖【NLSC】》、《臺灣通用正射影像【NLSC】》對照。